# نورفنتانیل
نورفنتانیل (انگلیسی: Norfentanyl) یک پیش ساز داروی ضددرد اپیوئیدی مصنوعی غیرفعال است. این یک آنالوگ و متابولیت فنتانیل است که بخش فن‌تیل (یا گروه عاملی) را از ساختار شیمیایی فنتانیل حذف می‌کند.